# Тур Кубани
Тур Кубани (англ. Tour of Kuban) — шоссейная многодневная велогонка, проходившая по территории России в 2015 году.

## История
В 2009 году из-за подготовки к Зимним Олимпийским играм 2014 года в Сочи была отменёна многодневная гонка Гран-при Сочи. Вместо неё в конце апреля по территории Краснодарского края в рамках национального календаря была проведена другая многодневная гонка.
Через год Гран-при Сочи был возобновлён, но с 2011 по 2014 год проходил в Краснодарском крае по изменённому маршруту без непосредственного посещения Сочи.
В 2015 году Гран-при Сочи вернулся на привычный маршрут в Большом Сочи. А на основе его гонок последних четырёх лет решено организовать самостоятельные гонки. Одной из них стал Тур Кубани, который сразу вошёл в календарь Европейского тура UCI с категорией 2.2.
Гонка прошла в начале апреля сразу после другой новой созданной гонки — Краснодар — Анапа. Она состояла из пролога и 3 этапов, дистанция которых прошла по маршруту Анапа — Новороссийск — Новомихайловский — Небуг — Туапсе — Краснодар. Общая протяжённость составила 440 км.
В обоих упомянутых гонках (2009 и 2015 годов) победу праздновал Дмитрий Самохвалов, а одним из призёров был его брат-близнец Антон Самохвалов.
В 2016 году гонка была отменена и больше не проводилась.

## Призёры

### Кубанская веломногодневка
| Год  | Победитель         | Второй          | Третий           |
| ---- | ------------------ | --------------- | ---------------- |
| 2009 | Дмитрий Самохвалов | Алексей Щебелин | Антон Самохвалов |

### Тур Кубани
| Год  | Победитель         | Второй           | Третий          |
| ---- | ------------------ | ---------------- | --------------- |
| 2015 | Дмитрий Самохвалов | Антон Самохвалов | Сергей Николаев |